# Їржі Колар
Їржі Коларж (чеськ. Jiří Kolář; 24 вересня 1914, Противін — 11 серпня 2002, Прага) — поет, автор експериментальної та візуальної поезії, драматург, перекладач, колекціонер мистецтв і меценат літератури самвидату та молодих художників.

## Життєпис
Їржі Коларж народився 24 вересня 1914 року в бідній родині швачки і пекаря. У сім років він почав допомагати в пекарні, звик працювати вручну. Їржі хотів працювати в друкарні, але під час економічної кризи вони не приймали нових учнів, і тому він навчався столярству у сусіда, який жив навпроти. У шістнадцять років відкрив для себе сучасних поетів (Ярослав Зайферт, Ф. Т. Марінетті) і почав писати власні тексти. У 30-х роках Коларж змінив низку робочих професій. Він був столяром, будівельником, охоронцем, офіціантом, медбратом і часто жив лише від допомоги по безробіттю. У 1937 році виставив свої колажі в театрі Е. Ф. Буріана.
Він надіслав свої перші вірші Франтишеку Галасу, який редагував дебюти у видавництві Вацлава Петра. Збірка віршів Їржі Коларжа була опублікована під назвою "Лист хрещення в 1941 році.
Під час війни Їржі Коларж працював столяром, потім — на примусових роботах як лінійний робітник, наприкінці війни в пабі Кладно.
У 1945 вступає до Комуністичної партії Чехословаччини, з якої згодом був виключений. У 1952—1953 роках був в ув'язненні. У 1977 Й.Коларж підписує Хартію 77. Виїхавши в 1979 на навчання до Франції, відмовився повернутися на батьківщину. У 1984 році Коларж домагається французького громадянства. У 1997 році він повертається в Чехію. З кінця 40-х років Коларж підтримував деяких художників (Ален Дівіш, Богуслав Рейнек, Йозеф Вачал) або його друзів з літературного світу.
З середини 1960-х він був абсолютно незалежним через інтерес іноземних галерей та колекціонерів до своїх творів і міг дозволити собі підтримати місцевих письменників (Владимир Бурда) та художників (Радослав Кратіна, Франтишек Дворжак, Вацлав Гейна). У 1968 році він заснував премію Їржі Коларжа. Він також організував закупівлю творів деяких художників для іноземних галерей.
Після радянської окупації 1968 року він спонсорував видання самвидавського видання. Коларж був одним із перших підписантів Статуту 77. Наприкінці війни він познайомився з Белою Гелкловою, а в 1949 році одружився з нею.

## Творчість
Першою поетичною збіркою Коларжа є «Роки в днях» (1949 р.). З поетичних творів найбільш відомими є вірші збірки «Печінка Прометея» (1979). Книга складається з багатьох, не пов'язаних між собою, частин і є моралізаторським твором, який засуджує тоталітаризм в будь-якому його прояві. Крім віршів, писав також художню прозу, есе, книги для дітей, п'єси.
Коларж був одним із засновників в 1942 році об'єднання поетів і художників «Група 42», був членом спілки художників Чехословаччини. Коларж був одним з найвідоміших чеських сучасних художників. Особливо популярними є створені ним колажі. Перша його персональна виставка відбулася в 1937 році. Він був також учасником виставок сучасного мистецтва в 1968 і 1977 рр. У 1999 році художник був нагороджений премією Саксонської академії мистецтв.
Після лютого 1948 р. Коларжа назвали реакціонером, а в 1950 р. його колег із Спілки письменників часто називали космополітичними гієнами, літературними монстрами тощо.
Коларж підтримував митців, з якими він дружив (Миколая Медека, Ладіслав Новак, Вацлав Бостік, Владимир Фука), а також колег із Групи 42. Він також купував твори молодих художників-дебютантів на неофіційних виставках. Коларж наприкінці 1950-х перестав бути екзистенційно залежним від ідеологічного нагляду в державних видавництвах. Спочатку він вів фотографічний щоденник, експериментував із так званою специфічною (тематичною чи очевидною) поезією, замінював слова предметами чи малюнками та поступово переходив до колажів. З 1963 року виставлявся за кордоном і був представлений на низці престижних виставок — «Поезія і живопис», Лондон Інст. Сучасне мистецтво, 1965, Documenta, Кассель, 1968, X. Бієнале Сан-Паулу, 1969, Експо Осака, 1970, Музей Гуггенхайма, Нью-Йорк, 1975, 1979, 1985.

## Нагороди
- Премія 1969 року на бієнале Сан-Паулу
- 1971 р. Премія Йоганна Йоганн-Готфрід Гердер, Віденський університет
- 1990 Почесне громадянство міста Праги
- 1991 р. Орден Томаш Гарріг Масарик
- 1991 р. Премія Ярослава Сейферта
- 1999 р. Премія Ганса Теа Ріхтера, Саксонська академія мистецтв, Дрезден